# Alan Brooke, 3. Viscount Brookeborough

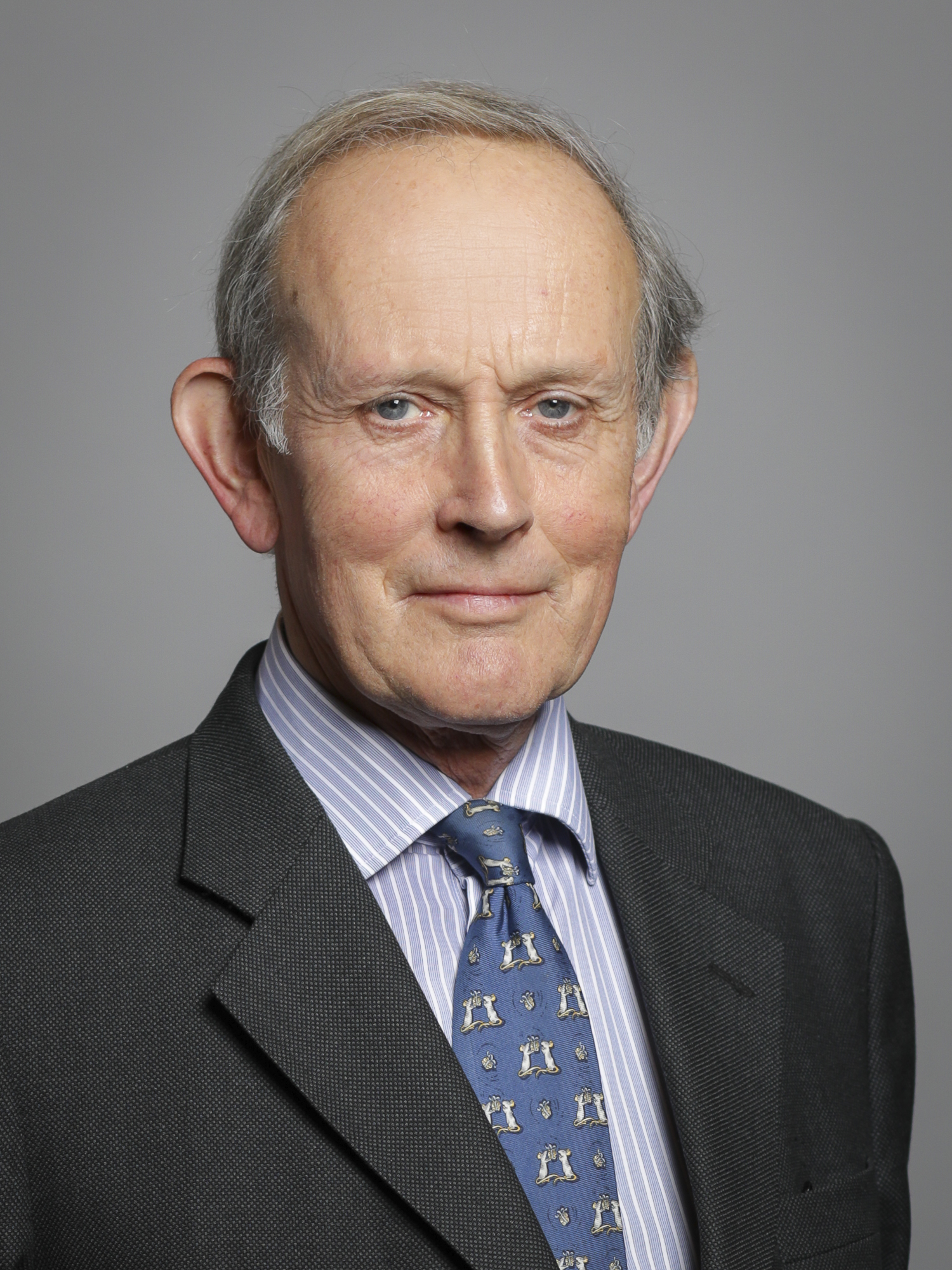
Allan Brooke, 3. Viscount Brookeborough

Wappen des Alan Brooke, 3. Viscount Brookeborough

Alan Henry Brooke, 3. Viscount Brookeborough KG (* 30. Juni 1952), ist ein nordirischer Peer, Politiker, Offizier und Gutsbesitzer.

## Biografie
Brooke, Sohn von John Brooke, 2. Viscount Brookeborough (1922–1987) und Rosemary Hilda Chichester (1926–2007), besuchte die Harrow School in London und die Millfield School in Somerset, sowie das Royal Agricultural College in Cirencester.
Er absolvierte ab 1971 eine Kadettenausbildung an der Mons Officer Cadet School in Aldershot und trat im Folgejahr als Second Lieutenant der 17th/21st Lancers ins Royal Armoured Corps der British Army ein. Er wechselte 1977 als Captain zum Ulster Defence Regiment (UDR), das 1992 das Royal Irish Regiment wurde. 1993 wurde er zum Brevet-Lieutenant-Colonel des Royal Irish Regiment befördert und war von 1997 bis 2008 Honorary Colonel des 4./5. Bataillons der Royal Irish Rangers.
Er ist Präsident der County Fermanagh Unionist Association und war von 2001 bis 2006 unabhängiges Mitglied des Northern Ireland Policing Boards. Dem National Employer Advisory Board (NEAB) gehört er seit 2005 an. Von 1992 bis 2001 war er Non-Executive Director des Green Park Healthcare Trust. Seit 1995 ist er Präsident des Army Benevolent Fund Northern Ireland. Von 1996 bis 2001 war er Vorsitzender (Chairman) der Basel International (Jersey), seit 2000 ist er Non-Executive Director.
Brooke ist Non-executive Director der Basel Trust Corporation (Channel Islands) Ltd, die Finanzdienstleistungen anbietet. Er ist Mitglied des Treuhandrates (Trustee) des Winston Churchill Memorial Trust. 1987 wurde er Deputy Lieutenant des County Fermanagh. 1995 wurde er dort High Sheriff.

## Mitgliedschaft im House of Lords
Brooke erbte 1987 beim Tod seines Vaters dessen Adelstitel als 3. Viscount Brookeborough, sowie den damals damit verbundenen Sitz im House of Lords. Im Parlament schloss er sich der Fraktion der Crossbencher und hielt am 3. Februar 1988 seine Antrittsrede. Als politische Interessen nennt er auf der offiziellen Webseite des House of Lords Nordirland, Agrarwirtschaft, Tourismus, Verteidigungspolitik und Gesundheitspolitik. Als Staaten von besonderem Interesse nennt er die Staaten Europas und insbesondere Großbritannien.
Von 1988 bis 1997 gehörte er dem EEC Agricultural Sub-Committee an. Von 1998 bis 2002 war Brooke Mitglied des Select Committee on European Communities. Im gleichen Zeitraum gehörte er auch dem Sub-Committee British Energy Industry and Transport an. Seit 2007 ist er Mitglied des Sub-Committee D.
Seit 1997 ist er Lord-in-Waiting bei Königin Elizabeth II. Obwohl er seinen erblichen unmittelbaren Anspruch auf einen Sitz im House of Lords durch den House of Lords Act 1999 verlor, verblieb er dort als einer der gewählten erblichen Peers. An Sitzungstagen ist er eher unregelmäßig anwesend. Am 23. April 2018 wurde er als Knight Companion in den Hosenbandorden aufgenommen.

## Wirken in der Öffentlichkeit
Brooke repräsentierte Elizabeth II. als Lord-in-Waiting, anstelle von Charles, Prince of Wales und Camilla, Duchess of Cornwall bei der Ankunft von US-Präsident Barack Obama und First Lady Michelle Obama bei deren offiziellem Staatsbesuch am 24. Mai 2011.

## Familie und Privatleben
Brooke heiratete am 12. April 1980 Janet Elizabeth Cooke, Tochter des John P. Cooke, aus Doagh in County Antrim. Sie betreiben das Anwesen Colebrooke Park in Brookeborough, County Fermanagh, in Nordirland.
Da das Paar keine Kinder hat, ist sein Bruder Hon. Christopher Arthur Brooke (* 1954) der voraussichtliche Erbe (Heir presumptive) seiner Adelstitel.